# Agrostis preissii
Agrostis preissii là một loài thực vật có hoa trong họ Hòa thảo. Loài này được (Nees) Vickery mô tả khoa học đầu tiên năm 1941.